# Johannisbrotbaum
Der Johannisbrotbaum bzw. in Österreich Bockshörndlbaum (Ceratonia siliqua), auch Karubenbaum oder Karobbaum genannt, ist eine Pflanzenart aus der Unterfamilie der Johannisbrotgewächse (Caesalpinioideae) innerhalb der Familie der Hülsenfrüchtler (Fabaceae). Diese Art kommt im Mittelmeerraum und Vorderasien  vor.

## Beschreibung

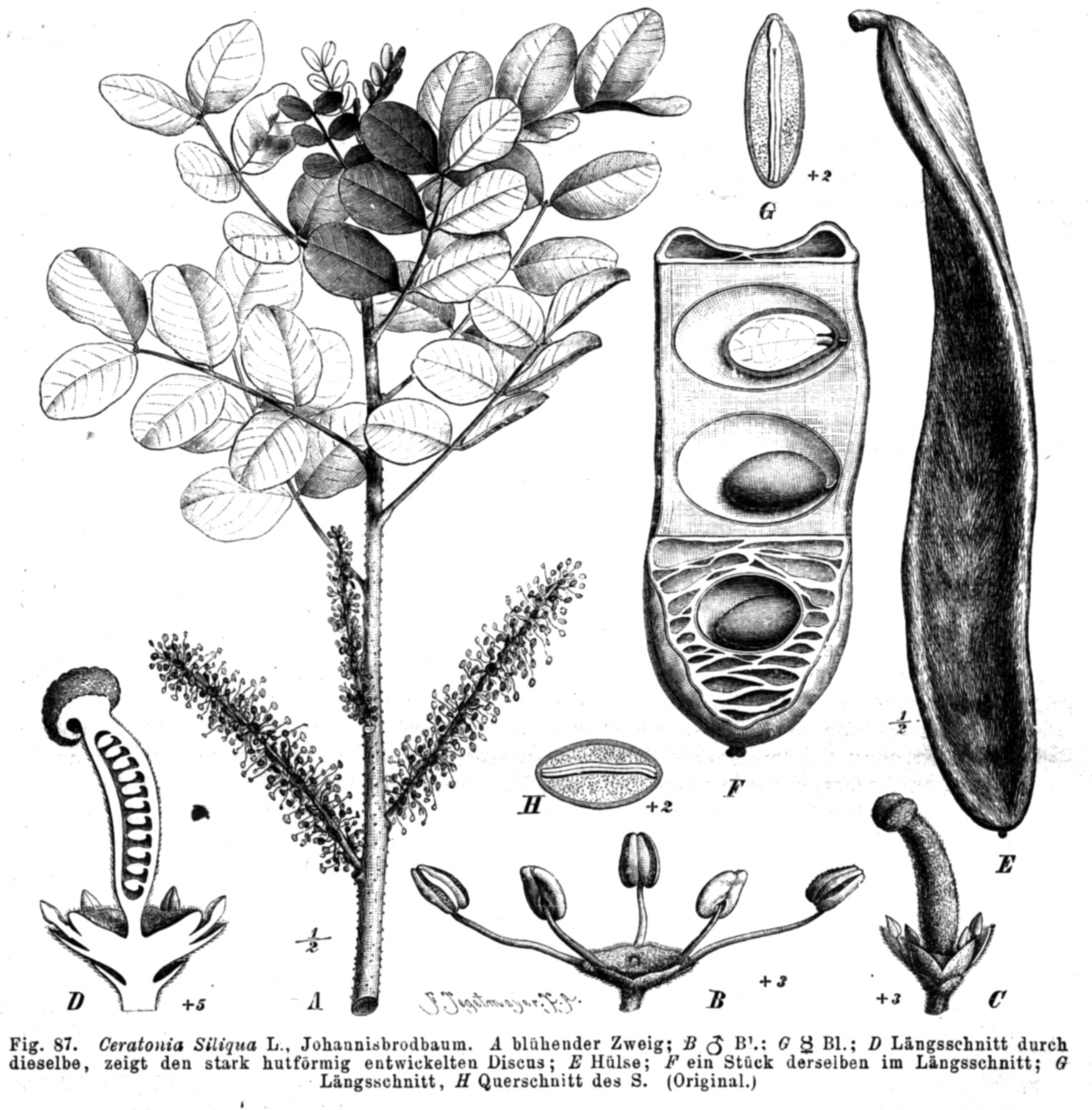
Illustration

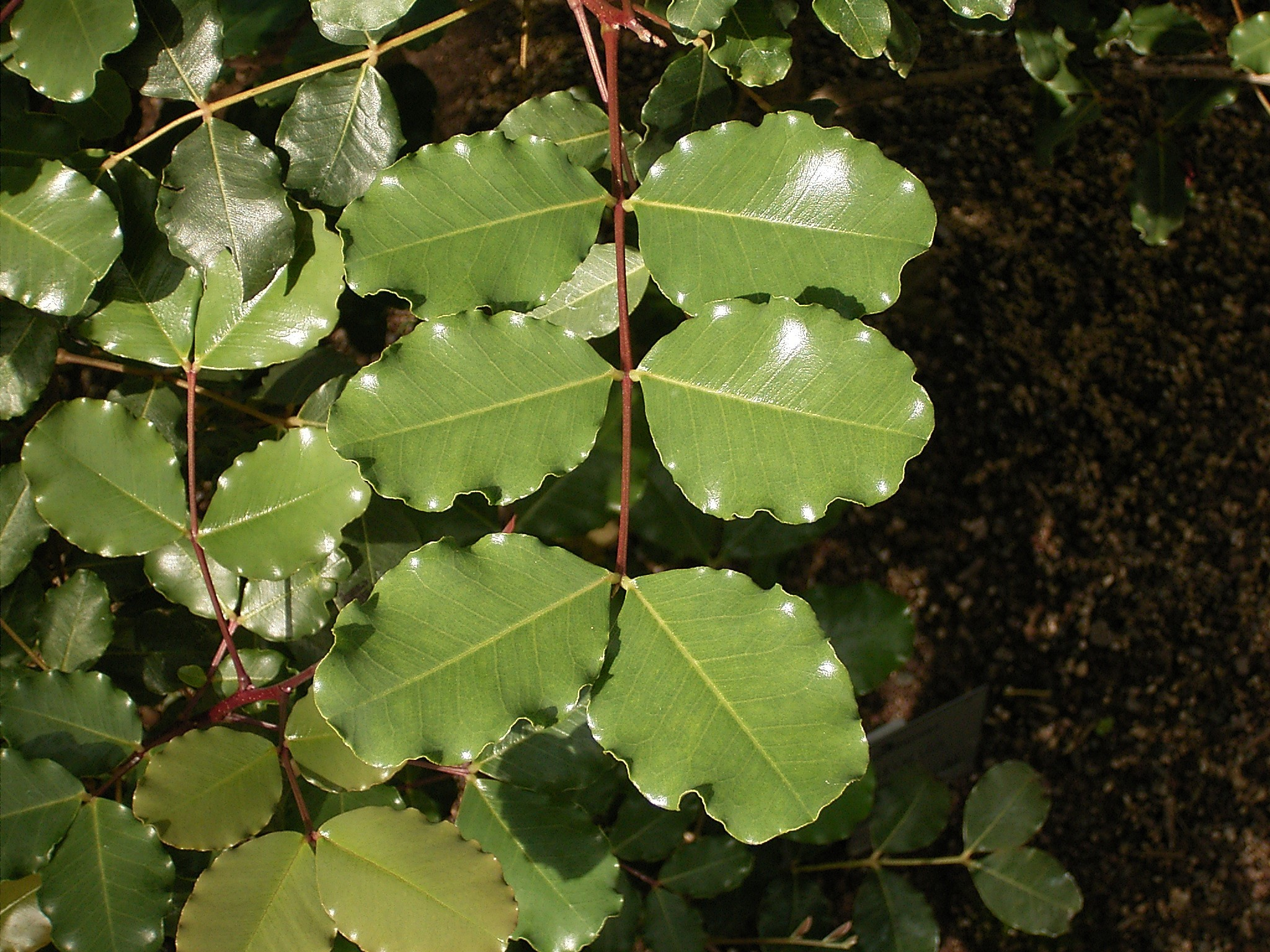
Paarig gefiederte Laubblätter

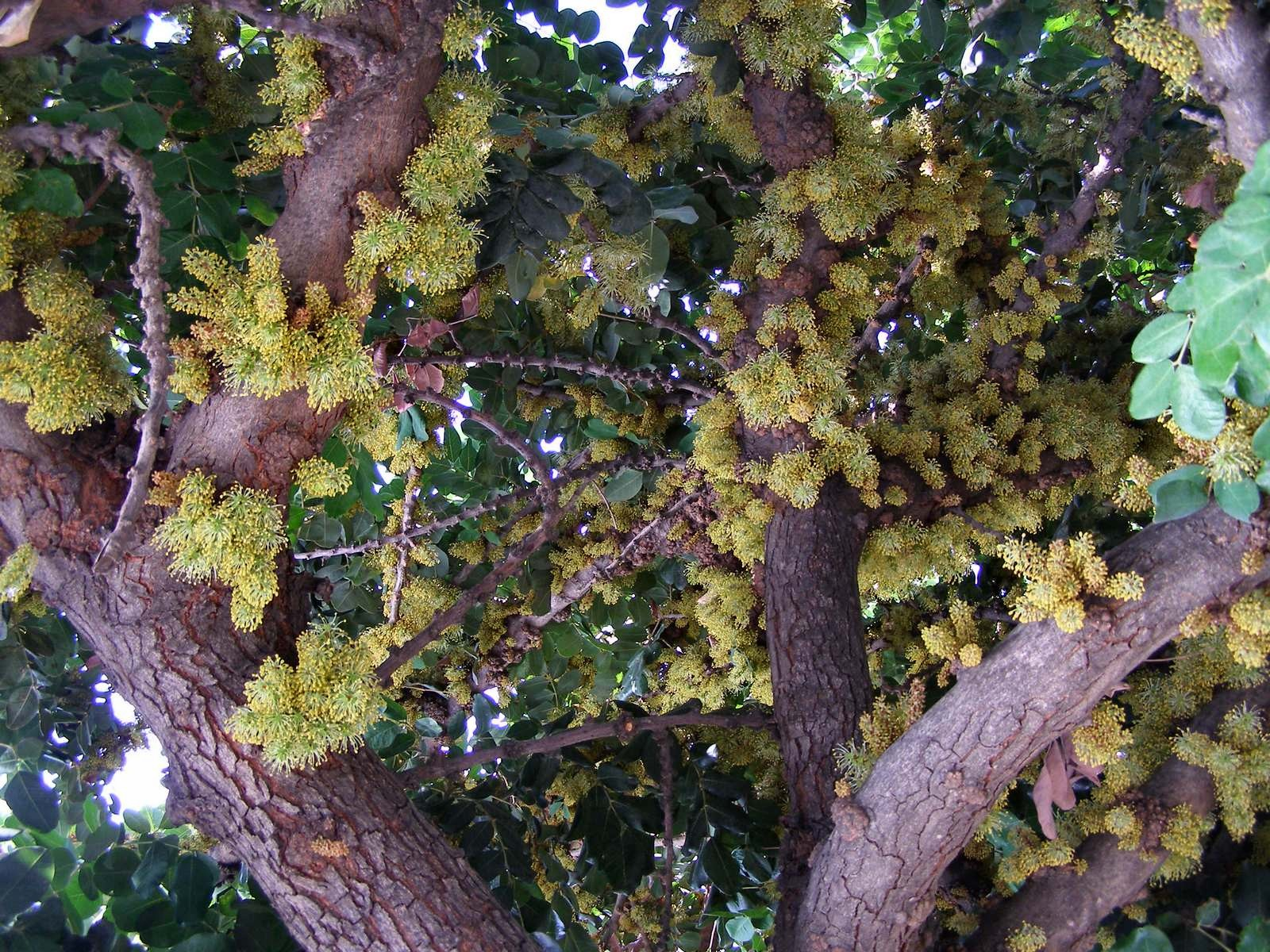
Die Blütenstände (hier männliche) wachsen auch direkt aus Stamm und Ästen

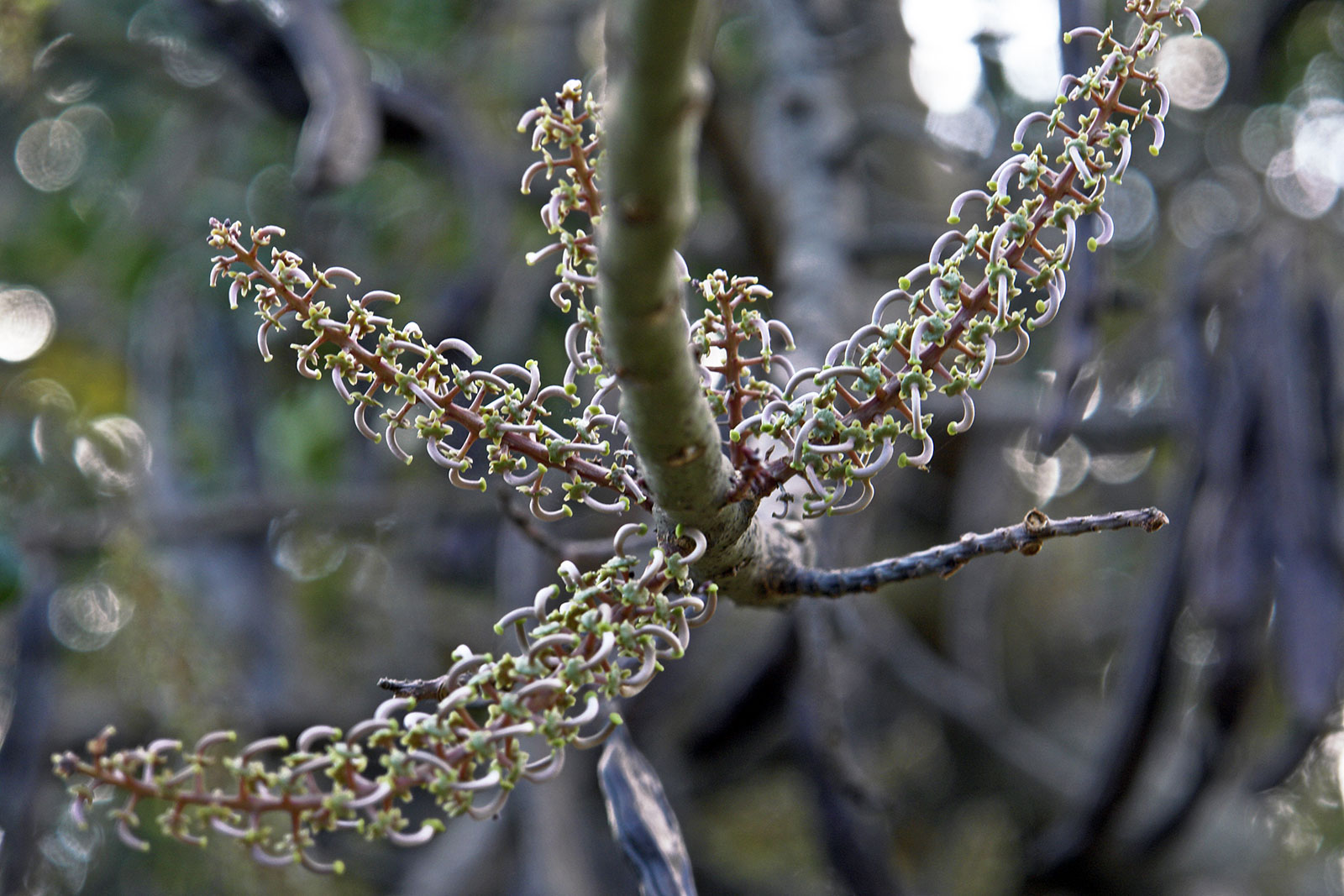
Weibliche Blütenstände

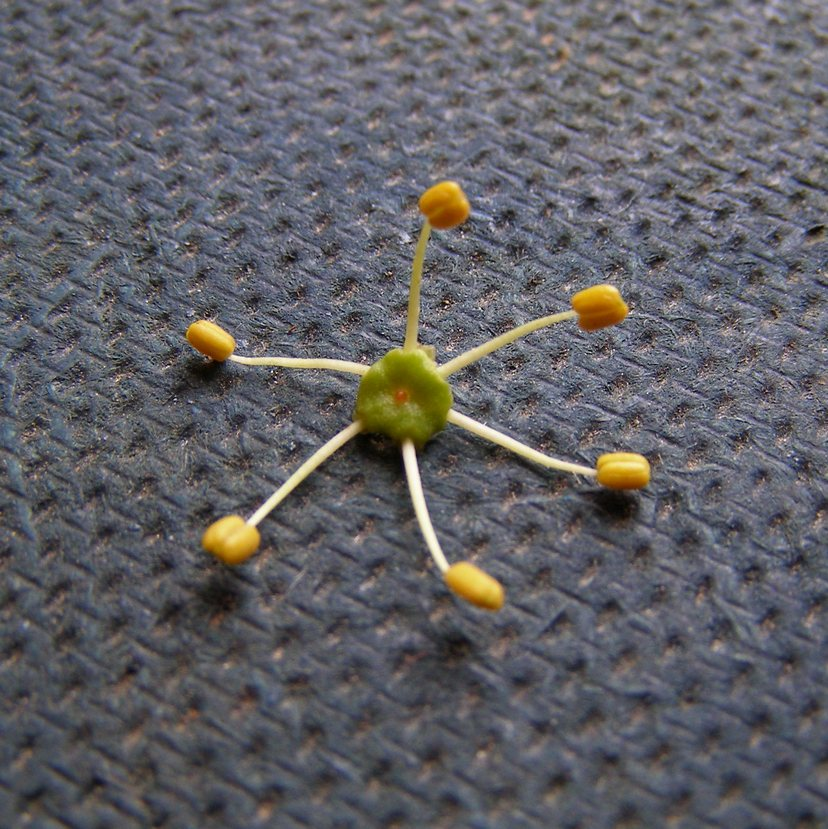
Männliche Einzelblüte mit sechs Staubblättern

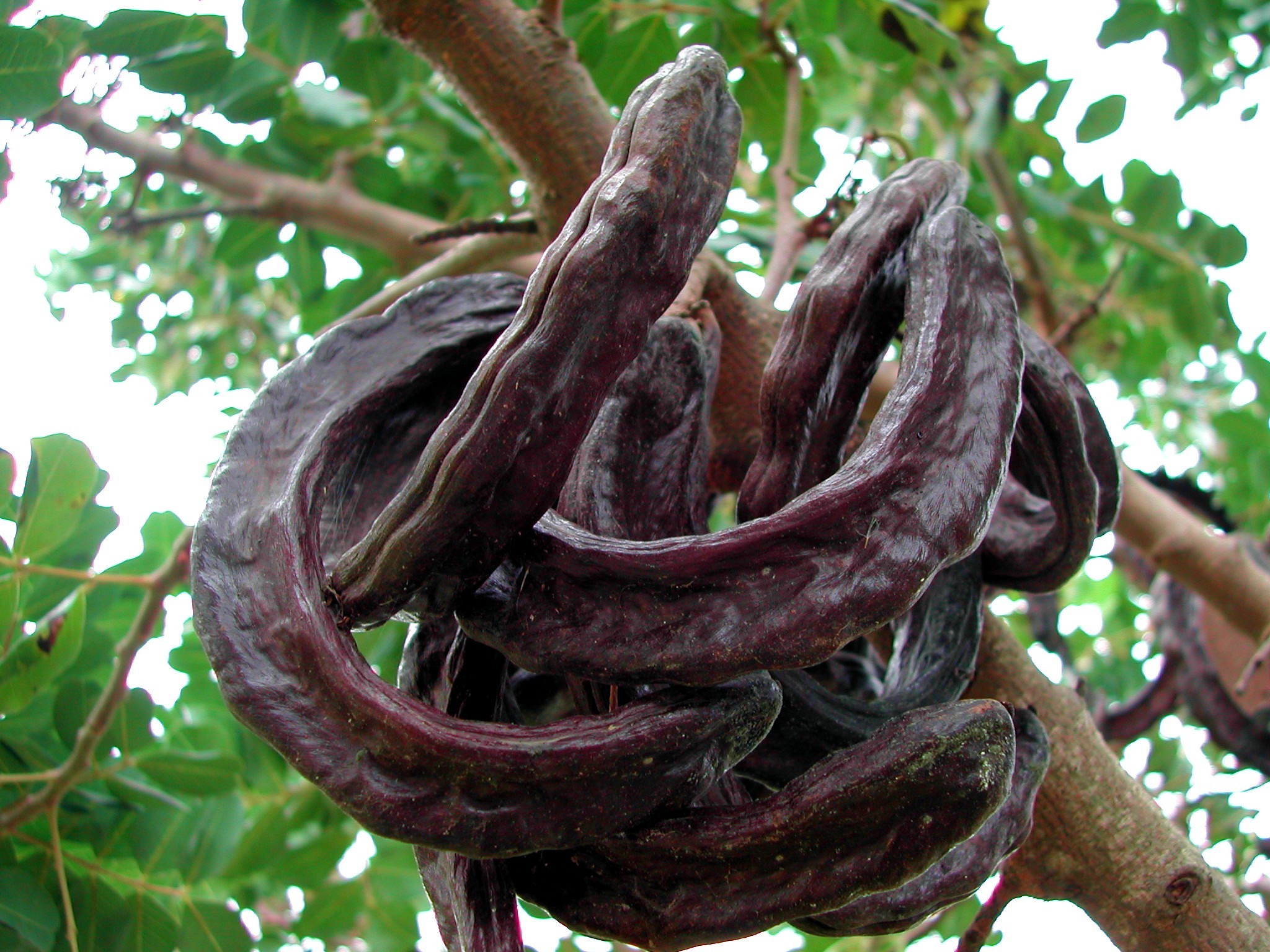
Gebogene Hülsenfrüchte am Baum

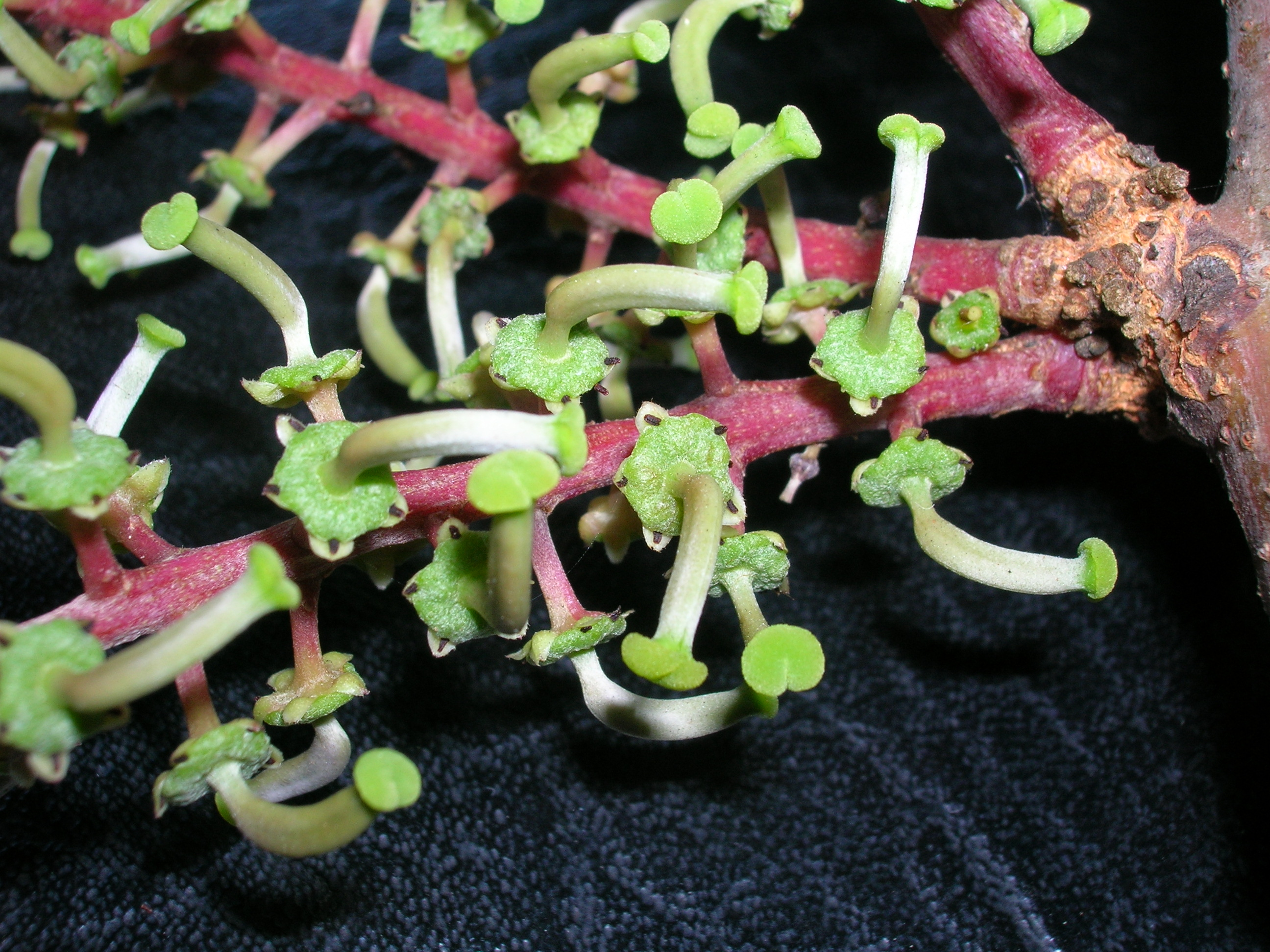
Weibliche Blüten

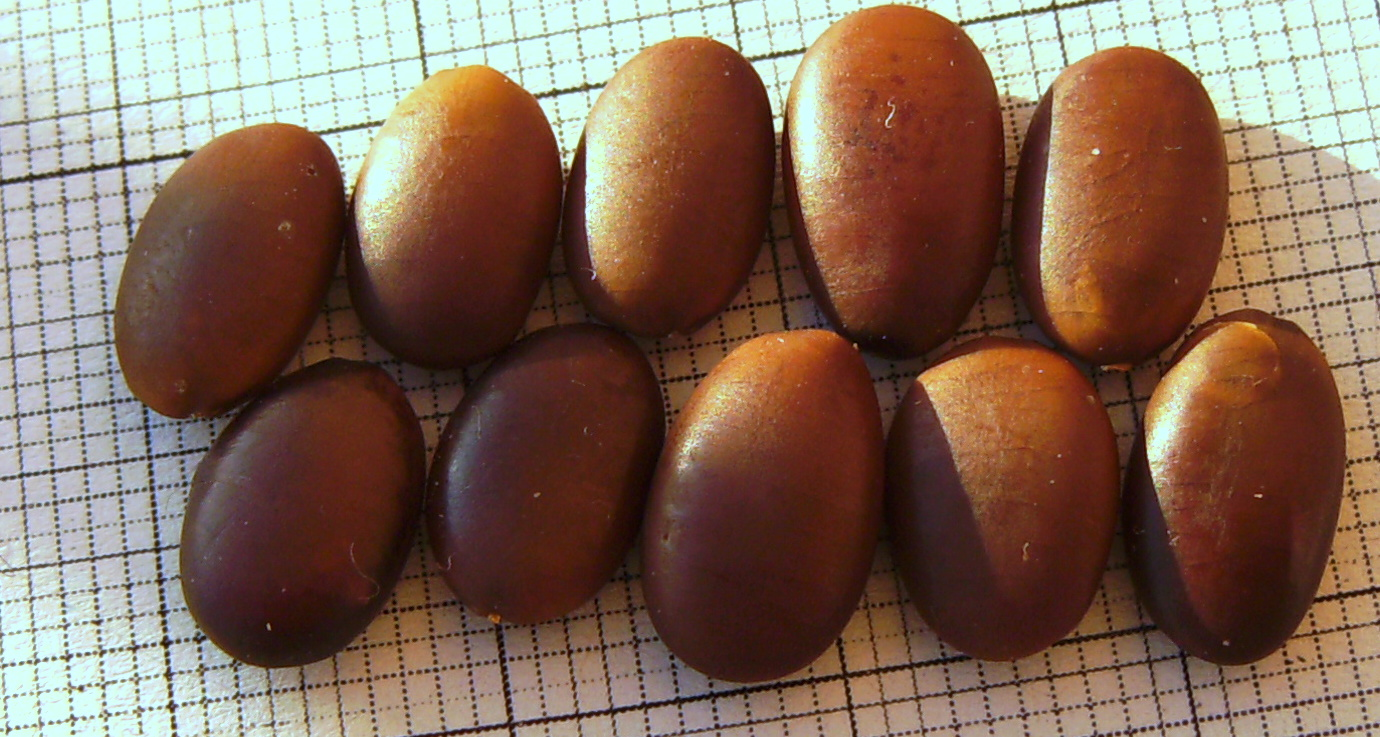
Samen

### Erscheinungsbild und Blatt
Der Johannisbrotbaum ist ein äußerst hitze- und trockenresistenter, immergrüner Baum, der Wuchshöhen von 10 bis 20 Metern erreicht. Der Stamm ist kräftig und die Äste sind gespreizt, wodurch er eine ausladende, halbkugelige Krone bekommt. Die braune bis graue Borke ist relativ glatt bis rau und im Alter mehr oder weniger rissig bis leicht schuppig.
Die wechselständig angeordneten Laubblätter sind 10 bis 20 Zentimeter lang und in Blattstiel sowie Blattspreite gegliedert. Die meist paarig aber auch unpaarig gefiederte Blattspreite besitzt zwei bis fünf Paare meist gegenständiger Fiederblättchen. Die ledrigen, ganzrandigen und sehr kurz gestielten Blättchen sind 3 bis 7 Zentimeter lang, eiförmig bis verkehrt-eiförmig oder elliptisch bis rundlich, mit teils eingebuchtetem, stumpfem bis abgerundetem oberen Ende. Die Blattoberseite ist glänzend dunkelgrün und kahl, die Mittelvene ist hellgrün. Die Blattunterseite ist hellgrün, die Blattränder sind oft leicht gewellt.

### Blütenstand und Blüte
Ungefähr sechs Jahre nach der Keimung blüht ein Exemplar zum ersten Mal. Die Blütezeit reicht von September bis November. Die unscheinbaren Blüten brechen im Herbst meist noch vor Erscheinen der jungen Laubblätter einzeln oder in kurzen bis langen trauben- bis kätzchenförmigen Blütenständen aus dem Stamm, den Ästen und Zweigen hervor (Kauliflorie). Der Johannisbrotbaum ist meist zweihäusig getrenntgeschlechtlich (diözisch), aber auch monözisch oder dreihäusig sowie trimonözisch. Die Blütenstände mit grüner bis meist rötlicher Rhachis enthalten eingeschlechtliche männliche, weibliche oder zwittrige Blüten. Es können nun fünf verschiedene Blütenstände vorkommen, nur mit männlichen Blüten, entweder solche mit langen oder kurzen Staubfäden, nur mit weiblichen Blüten, nur mit zwittrigen Blüten oder polygame mit männlichen, weiblichen und zwittrigen Blüten.
Die ungefähr 6 bis 12 Millimeter großen, kurz gestielten Blüten sind meistens fünfzählig mit einfacher Blütenhülle. Die Blütenstiele sind meist rötlich und die Blüten grün-gelblich oder -rötlich, -orange. Der fünfzähnige, etwas haarige Kelch ist fast scheibenförmig und grünlich bis rötlich mit sehr kleinen Zähnen, die Kronblätter fehlen. Bei den Blüten ist jeweils ein auffälliger, kissenförmiger, meist grüner bis gelblicher Diskus vorhanden. Die männlichen Blüten riechen unangenehm und besitzen fünf bis sieben lange oder kurze Staubblätter und einen rudimentären Stempel. Die weiblichen Blüten besitzen einen oberständigen, kurzgestielten und länglichen, vorstehenden und etwas gekrümmten, weißlichen bis grünlichen oder leicht rötlichen Fruchtknoten und kurze rudimentäre Staminodien; der Stempel ist 6 bis 8,5 Millimeter lang und hat eine sitzende, rundliche und zweilappige Narbe. Es sind zwei Fruchtblätter vorhanden. Die zwittrigen Blüten besitzen fünf fertile Staubblätter sowie einen Stempel wie in den weiblichen Blüten.

### Frucht und Samen
Die anfangs grünliche und bei Reife violettbraune, glänzende und abgeflachte Hülsenfrucht (Johannisbrotschote, auch Karube genannt) ist 10 bis 30 Zentimeter lang, 1,5 bis 3,5 Zentimeter breit und etwa 1 Zentimeter dick, gerade oder gebogen, mit wulstigem Rand und ledriger Schale. Sie wird knapp ein Jahr nach der Befruchtung reif und kann über Monate am Baum hängen bleiben. Jede Hülsenfrucht enthält 10 bis 15 Samen, die getrennt in einem süßlichen Mesokarp liegen.
Die extrem harten, glänzenden und braunen, glatten Samen sind 8 bis 10 Millimeter lang, 7 bis 8 Millimeter breit und 3 bis 5 Millimeter dick.

### Chromosomenzahl
Die Chromosomenzahl beträgt 2n = 24.

## Ökologie
Die Baumkrone kann einen Umkreis von 12 bis 15 Metern Durchmesser beschatten. Wie die meisten Hülsenfrüchtler gehen die Wurzelknöllchen des Johannisbrotbaums eine Symbiose mit stickstofffixierenden Bakterien (Rhizobium) ein und tragen dadurch zur Fruchtbarkeit des Bodens bei.
Die ledrigen Laubblätter verhindern, dass gespeichertes Wasser schnell verdunstet. Da der Johannisbrotbaum viele der älteren, dürren Blätter abwirft und dadurch seine Verdunstungsoberfläche reduziert, genügen ihm 350 bis 550 mm Jahresniederschlag.

## Vorkommen
Der Johannisbrotbaum wächst auf kalkhaltigen Böden (auch sandigem, wasserdurchlässigem Lehm) und toleriert einen hohen Salzgehalt. Der Johannisbrotbaum ist sehr anspruchslos und wächst und fruchtet auf marginalen Standorten ohne Bewässerung. Daher ist er für den biologischen Anbau bestens geeignet. Er bevorzugt die Nähe zur Küste und ist bis zu 25 km landeinwärts auf seeseitigen Hügeln zu finden. Weil er empfindlich auf Frost reagiert, ist er selten in Höhen über 500 Meter zu finden.

## Nutzung

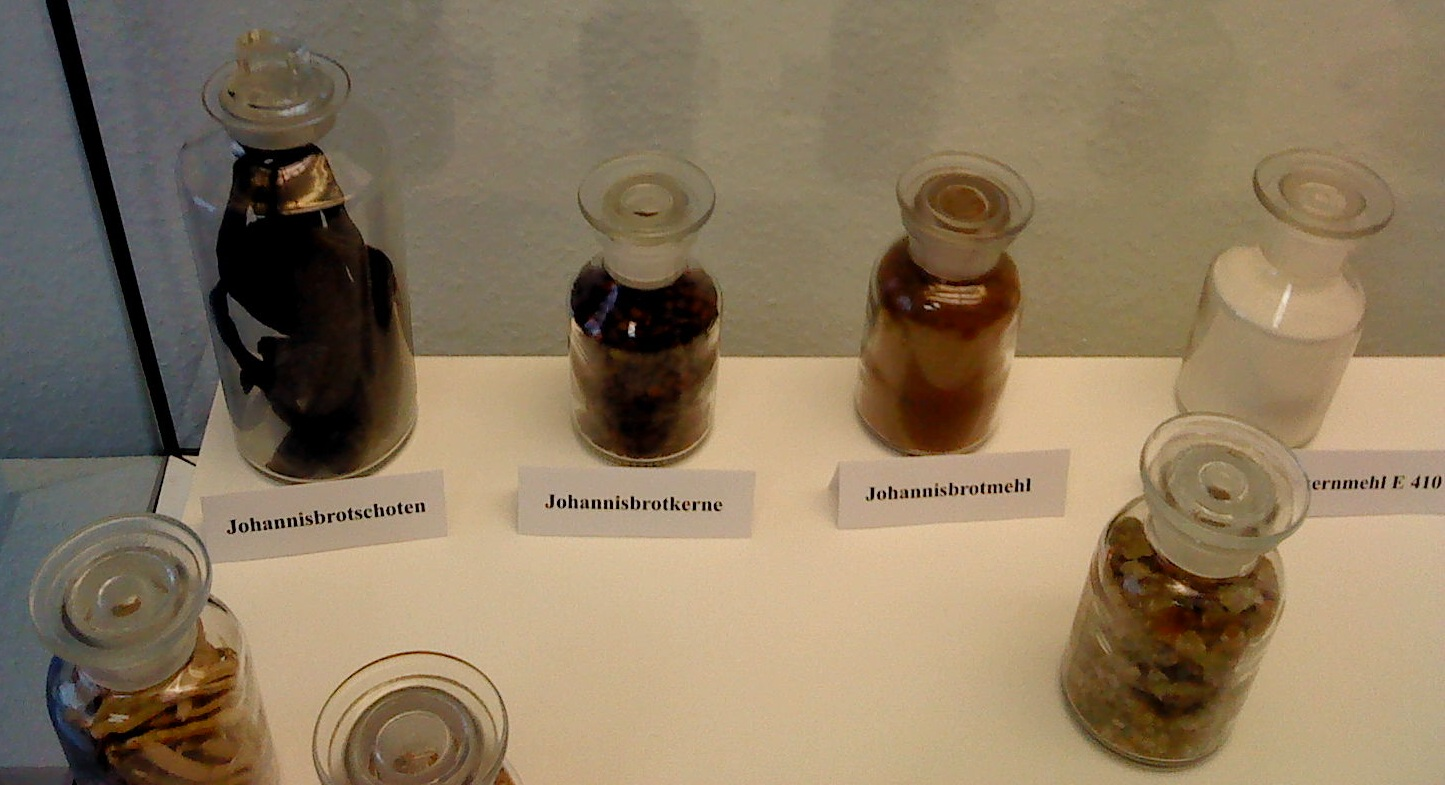
Johannisbrotprodukte

### Nutzung der Frucht (Carob)
Das Fruchtfleisch, das sogenannte „Carob“, ist anfangs weich und aromatisch-süß, wird später hart und ist dann lange haltbar. Das Wort stammt vom Arabischen „Charrūb“ (arabisch خروب). Früher waren auch die Synonyme Bockshorn und Soodbrot verbreitet.
Im Monat September ist die Haupterntezeit, in der, wie mancherorts bei der Olivenernte, mit Stöcken gegen die Zweige geschlagen wird, damit die reifen Fruchtbündel mit dunkelroter, fast schwarzer Färbung zu Boden fallen. Das vorzeitige Abschlagen der Früchte ist notwendig, da diese sonst erst überreif vom Baum fallen und durch die oft zwischenzeitlich erfolgte rasche Feuchtigkeitsaufnahme sehr fäulnisanfällig wären. Der Einsatz von Vibrationsmaschinen ist nicht möglich, weil Stamm und Äste dick und damit unflexibel und bruchanfällig sind. Auch beim manuellen Abschlagen muss darauf geachtet werden, die neuen Blütenansätze nicht zu beschädigen. Die Erntekosten machen etwa ein Drittel der gesamten Produktionskosten aus.
Der Ertrag liegt im jahrzehntelangen Mittel bei durchschnittlich rund 75 kg je Baum. Jedoch sind Ernten von 100 bis 200 oder gar 250 kg bei besonders kräftig und isoliert herangewachsenen Bäumen keine Seltenheit. Ein Arbeiter kann an einem Tag 250 bis 280 kg Früchte ernten.
Die nahrhafte Hülsenfrucht wird in ländlichen Gegenden frisch oder getrocknet verzehrt, zu Saft (Kaftan) gepresst, zu Sirup verarbeitet oder zu alkoholischen Getränken vergoren. Der Kaftanhonig wird aus dem Johannisbrot gewonnen.
Das Fruchtfleisch wird auch zu Carobpulver vermahlen, das Kakaopulver ähnlich, aber nicht so bitter ist. Um hochwertiges Carob zu erhalten, werden wegen des häufig bitteren Geschmacks der Enden nur die Mittelteile der Hülsenfrüchte grob zerkleinert, geröstet und zu Pulver vermahlen.
Der Zuckergehalt und das spezielle fruchtig-karamellige Aroma des Pulvers erinnern an Kakao. Im Unterschied zu diesem ist Carobpulver aber sehr fettarm und frei von anregenden Substanzen wie Koffein oder Theobromin. Gut verschlossen ist es über mehrere Jahre haltbar. Der süße Geschmack kommt von den enthaltenen niedermolekularen Kohlenhydraten (Einfach- und Zweifachzucker). Außerdem sind 35 bis 45 % hochmolekulare Kohlenhydrate (Stärke und Ballaststoffe), etwa 5 % Eiweiß und etwa 3,5 % Mineralstoffe sowie etwa 1 % Fett enthalten.
Das ballaststoffreiche, fettarme Pulver enthält die Vitamine A und B, Calcium und Eisen, wodurch es als diätetisches Lebensmittel und für Kinder geeignet ist. Dies sollte allerdings nicht überbewertet werden, da man normalerweise nur geringe Mengen verzehrt (Gewürz).
Das entzuckerte Fruchtmark des Johannisbrotbaums ist reich an unlöslichen Ballast- und sekundären Pflanzenstoffen. Sein Verzehr kann bei gesunden Menschen zu einer kurzfristigen Senkung der Blutfettwerte beitragen und gleichzeitig die Fettverbrennung anregen.
Carobpulver kann Kakaopulver in allen Funktionen ersetzen. Es eignet sich für Marmorkuchen genauso wie für Mousse, Pudding oder Milchmixgetränke. Hauptsächlich in Bio-Märkten ist ein Nougat-ähnlicher Aufstrich erhältlich, der ca. 20 % Carobpulver enthält. Überwiegend wird Carob als Tierfutter verwertet.

### Nutzung der Samen (Carubin)

#### Als Nahrungsmittel und Lebensmittelzusatzstoff
Es besteht aus etwa 30 % Schale, etwa 25 % Samen und etwa 45 % Endosperm. Das Johannisbrotkernmehl ist weiß, manchmal leicht beige, und geschmacksneutral. Es ist ein Polysaccharid, das größtenteils aus Galactose (20 %) und Mannose (80 %) besteht. Dieser Mehrfachzucker kann vom menschlichen Körper nur teilweise verdaut werden und gilt deshalb als Ballaststoff. Neben dem Polysaccharid sind noch ca. 6 % Proteine sowie wasserlösliche Pflanzenfarbstoffe (Flavonoide) und Spuren von Mineralstoffen enthalten. Alles in allem entsprechen die Eigenschaften größtenteils denen des Guarkernmehls, wobei die Viskosität der Lösungen bei gleicher Konzentration etwas geringer ist.
Johannisbrotkernmehl kann ein Mehrfaches seines Eigengewichts an Wasser binden (fünfmal so quellfähig wie Stärke), stabilisiert Emulsionen und unterbindet Kristallbildung. Weiterhin zeigt es Synergien mit Xanthan, Carrageen und Agar.
Die Kerne liefern ein technisch genutztes Verdickungsmittel, Carubin oder auch Johannisbrotkernmehl, Karuben- oder Carubenmehl. Hierzu wird das Endosperm abgetrennt und die Samen vermahlen.
Unter der Nummer E 410 ist es in der EU uneingeschränkt (auch für Bio-Produkte) als Lebensmittelzusatzstoff zugelassen. Es kommt in Süßwaren, Soßen, Suppen, Puddings und Speiseeis vielfach zum Einsatz. Für diätetische Zwecke dient Johannisbrotkernmehl als Backhilfsmittel in glutenfreiem Brot. Akute Ernährungsstörungen, Verdauungsstörungen, Durchfallerkrankungen, Erbrechen, Colitis und Zöliakie sind Anwendungsgebiete für Diätprodukte aus dem Samenmehl. Außerdem sind ein hoher Cholesterinspiegel, Diabetes mellitus und Fettsucht möglicherweise mit Johannisbrotkernmehl zu behandeln.
Ein aus dem Kern isolierter Stoff senkt erwiesenermaßen sowohl den Blutzuckerspiegel als auch den Cholesterinspiegel und wirkt gewichtsreduzierend. Johannisbrotkernmehl wirkt bei einer Überdosierung leicht abführend und vergrößert durch sein Quellvermögen den Darminhalt. Es behindert geringfügig die Eiweißverdauung und kann in Einzelfällen Allergien auslösen.
Ende 2021 wurde bekannt, dass Johannisbrotkernmehl zum Teil mit dem in der EU verbotenen Desinfektionsmittel Ethylenoxid belastet ist, wodurch hunderte Lebensmittel wie Eissorten zurückgerufen werden mussten.

#### Als Gewichtseinheit
Da die Samenkörner des Johannisbrotbaumes ein konstantes Durchschnittsgewicht von rund 200 Milligramm aufweisen (das Gewicht der einzelnen Samen variiert beim Johannisbrotbaum ebenso stark wie bei vielen anderen Baumarten), vor allem aber, weil sich bei ihnen auch sehr kleine Gewichtsunterschiede von nur 5 Prozent zwischen einzelnen Samenkörnern mit erstaunlicher Genauigkeit (> 70 % Trefferquote) schätzen lassen, wurden sie in der Antike als Wägeeinheit für Diamanten verwendet. Daran erinnert die noch heute gebräuchliche Bezeichnung Karat. Das Karat ist ein Lehnwort nach dem französischen le carat, welches seinen Ursprung im italienischen carato hat. Dieses entstand über das arabische Qīrāt aus dem griechischen kerátion („Hörnchen“, da die Fruchthülse des Johannisbrotbaumes hörnchenförmig ist). Daraus leitet sich der wissenschaftliche Name Ceratonia siliqua für den Johannisbrotbaum her. Die arabische Gewichtseinheit der Charrūba orientiert sich an dem Samen des Johannisbrotbaums.

### Nutzung des Holzes
Der Johannisbrotbaum hat formstabiles, nicht schwindendes, hartes Holz mit rustikaler, farbiger Zeichnung. Es ist widerstandsfähig gegen Verrottung an der Luft und im Boden und eignet sich deswegen zur Herstellung von Zäunen, Parkett und Türen. Wegen seiner Härte und Bruchfestigkeit kann es zur Fertigung von Werkzeugstielen und Wanderstöcken verwendet werden. Außerdem wird es zur Herstellung langsam brennender Holzkohle benutzt.

### Wirtschaftliche Bedeutung
Die Weltproduktionsmenge der Johannisbrot-Frucht lag 2021 bei 51.907 Tonnen. Die größten Produzenten waren Marokko, Türkei, Libanon. Kleinere Mengen wurden in Algerien, Tunesien und Israel produziert.
Die Hauptabnehmer sind die Nahrungsmittelindustrie (Babykost, Eiscreme, Soßen, Käse, Diabetikerprodukte, Limonade), die Kosmetik- und Pharmaindustrie (Tablettierhilfsmittel) und neuerdings Bio- und Naturproduktehersteller.

## Geschichte

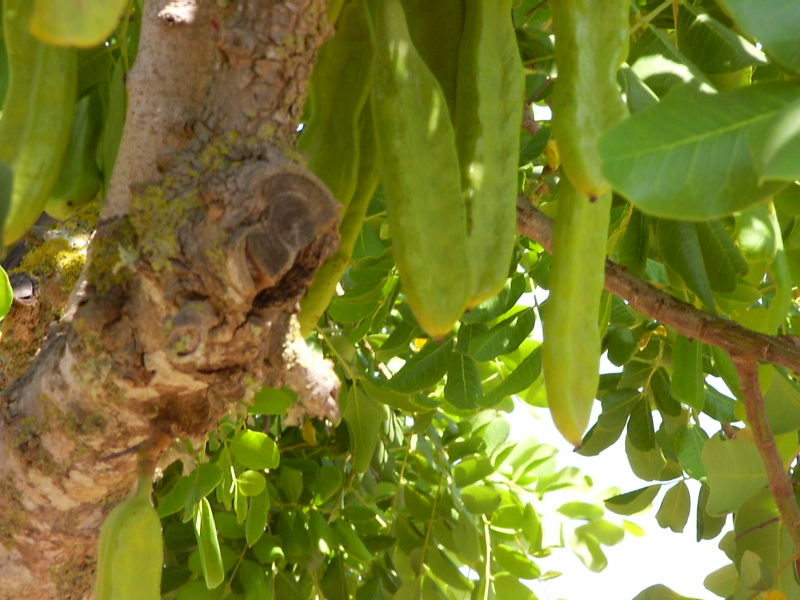
Hülsenfrüchte

Es wird angenommen, dass die Wildform von Ceratonia siliqua aus Arabien stammt und um das 2. Jahrtausend v. Chr. in Ägypten zum ersten Mal angebaut wurde. Diese Theorie wird unterstützt durch Berichte über Thutmosis II. und Ramses III., die das Holz des Karubbaums als Baumaterial nutzen. Außerdem sollen die bei der Mumifizierung von Toten eingesetzten Textilstreifen mit dem Extrakt der Frucht des Baums versehen worden sein. Die Römer brachten den Baum im letzten Jahrhundert v. Chr. nach Griechenland und Italien (vgl. Columella: Tractatus de Arboribus), von wo aus die Araber die Verbreitung in den Osten und Süden Spaniens und entlang der nordafrikanischen Küste fortsetzten. Man nutzte – wie in Ägypten – das Gewichts- und Hohlmaß Charrūba in der Größe des Kornes des Johannisbrotbaumes.
Das biblische Gleichnis vom Verlorenen Sohn spricht von Schoten, die als Viehfutter verwendet wurden, und meint damit aller Wahrscheinlichkeit nach die Früchte dieses Baumes.
Nachdem Ceratonia siliqua im Südosten Frankreichs und Portugals Algarve angekommen war, begann im 19. Jahrhundert auf dem Seeweg die Verbreitung durch Emigranten. So gelangte sie 1850 nach Australien und 1854 in die USA. Spanische Auswanderer brachten die Pflanze nach Mexiko, Argentinien, Chile und Peru. Während die Briten ihr Glück damit in Indien versuchten, befindet sich das Hauptanbaugebiet nach wie vor zwischen dem 30. und 45. Grad nördlicher Breite in den Subtropen.
Schon seit dem 19. Jahrhundert wurde Johannisbrotmehl als Ersatz für Kakao und zur Herstellung von Alkohol und anderen zuckerhaltigen Produkten verarbeitet. Im 20. Jahrhundert begann die industrielle Verarbeitung der Früchte als Kaffeeersatz und Tierfutter.

## Name
Um die Entstehung des deutschen Namens Johannisbrot ranken sich zwei Legenden: zum einen soll der Johanniterorden an der Verbreitung des Johannisbrotbaumes beteiligt gewesen sein, zum anderen soll Johannes der Täufer sich von den Früchten und Samen während seines Aufenthaltes in der Wüste ernährt haben. Bezug genommen wird auf Matthäus 3,4: „Johannes trug ein Gewand aus Kamelhaaren und einen ledernen Gürtel um seine Hüften; Heuschrecken und wilder Honig waren seine Nahrung.“ (Mt 3,4 ), wobei angenommen wird, dass unter „wildem Honig“ ein Produkt aus den Früchten des Johannisbrotbaums zu verstehen ist.
Für den Johannisbrotbaum bestehen die weiteren deutschsprachigen Trivialnamen: Johansbrodbaum (mittelhochdeutsch), Judasboom (mittelhochdeutsch), Sodbrod, Soodbrod und Soodschote.

## Bedeutung
Seine Erhaltung und Anpflanzung ist aus ökologischen Gründen wünschenswert, denn Johannisbrotbäume schützen den Boden, liefern Futter und Lebensraum für Tiere und erhalten den Charakter der Landschaft sowie traditionelle Arbeitsplätze.
In den Städten von Arizona und Kalifornien in den Vereinigten Staaten sowie in manchen Gegenden Australiens steht er als Zierbaum und Schattenspender.
Obstbauern schätzen die tiefen Wurzeln der Johannisbrotbäume, weil dadurch Plantagen vor Sturmschäden geschützt werden. Bei der Aufforstung von Küstengebieten, die von Erosion oder Austrocknung bedroht sind, leistet der Johannisbrotbaum durch seine Genügsamkeit gute Dienste und kann  zusätzlich landwirtschaftlichen Ertrag bringen.